# Tianjin CTF Finance Centre
Tianjin CTF Finance Center é um arranha-céu arranha-céu em construção em Tianjin, China. A construção começou em 2013 e espera-se que seja concluída em 2018. Quando concluída, a torre se tornará o segundo edifício mais alto de Tianjin, depois do Goldin Finance 117, com 530 metros de altura. Está localizado no distrito externo da Área de Desenvolvimento Econômico-Tecnológico de Tianjin.